# Bell Gardens
Bell Gardens és una ciutat dels Estats Units a l'estat de Califòrnia. Segons el cens del 2000 tenia 44.054 habitants.

## Demografia
Segons el cens del 2000, Bell Gardens tenia 44.054 habitants, 9.466 habitatges, i 8.509 famílies. La densitat de població era de 6.831,1 habitants/km².
Dels 9.466 habitatges en un 67,3% hi vivien nens de menys de 18 anys, en un 60,1% hi vivien parelles casades, en un 19,6% dones solteres, i en un 10,1% no eren unitats familiars. En el 7,2% dels habitatges hi vivien persones soles el 2,8% de les quals corresponia a persones de 65 anys o més que vivien soles. El nombre mitjà de persones vivint en cada habitatge era de 4,61 i el nombre mitjà de persones que vivien en cada família era de 4,69.
Per edats la població es repartia de la següent manera: un 39,5% tenia menys de 18 anys, un 12,9% entre 18 i 24, un 31,5% entre 25 i 44, un 12,2% de 45 a 60 i un 3,9% 65 anys o més.
L'edat mediana era de 24 anys. Per cada 100 dones de 18 o més anys hi havia 102,4 homes.
La renda mediana per habitatge era de 30.597 $ i la renda mediana per família de 30.419 $. Els homes tenien una renda mediana de 21.151 $ mentre que les dones 16.461 $. La renda per capita de la població era de 8.415 $. Entorn del 25,3% de les famílies i el 27,3% de la població estaven per davall del llindar de pobresa.

## Poblacions més properes
El següent diagrama mostra les poblacions més properes.